# 절권도

절권도(截拳道)는 영화 배우이자 무술가 이소룡(李小龍)이 창시한 무술이다. 영문명은 'Jeet Kune Do'로 많이 불린다. 이소룡이 자신이 배웠던 영춘권(詠春拳)과 홍가권(洪家拳), 채리불권(蔡李佛拳), 복싱과 펜싱의 스텝을 차용하여 만든 종합 무술이다. 그러나 이론을 정리하던 중 이소룡이 급사함으로써 절권도는 미완성의 무술로 남고 말았다.

## 기원과 역사
절권도는 70년대를 풍미했던 세계적인 쿵푸스타 이소룡이 창시한 무술이다. 절권도의 바탕을 이루는 권법은 중국 남파 무술의 일종인 영춘권과 홍가권 그리고 북파 무술인 공력권과 한국의 태권도, 서양의 복싱 등이며 스텝은 펜싱의 스텝을 차용하였다. 어린 시절 홍콩에서 유명한 영춘권 사부인 엽문(葉問)으로부터 영춘권을 전수받은 이소룡은 미국으로 건너가 여러 무술가들과 교류를 하면서 영춘권의 한계를 깨닫고 자신이 배운 여러 무술과 미국에서 다른 무술가들과 교류하며 익힌 서양의 무술을 연구하여 마침내 절권도라는 무술을 창시하였다. 그러나 절권도의 이론을 정리하던 중 이소룡이 의문의 사고로 급사하는 바람에 절권도는 빛을 보지 못하고 미완성의 무술로 남게 되었다.

## 같이 보기
- 영춘권(詠春拳)
- 홍가권(洪家拳)
- 채리불권(蔡李佛拳)